# Мажино линија
Мажино линија је била линија бетонских утврђења, тенковских препрека, митраљеских гнезда и осталих видова одбране које је Француска конструисала дуж својих граница са Немачком и Италијом пред Други светски рат. Овај термин описује или цео систем или само одбране према Немачкој док је термин Алпска линија коришћен за француско-италијанске одбране. Французи су веровали да ће утврђења омогућити време потребно за мобилизацију војске у случају напада, као и компензовати бројчану слабост. Успех статичке дефанзивне борбе у Првом светском рату је имао кључни утицај на размишљање Француза.

## Планирање и изградња
Ову одбрану је први предложио маршал Жозеф Жофр. Супротстављали су му се модернисти попут Пола Рејноа и Шарла де Гола који су преферирали у авијацију. Жофр је имао подршку Петена а било је и више извештаја и комисија које је организовала влада. Али Андре Мажино је убедио владу да инвестира у овај пројекат. Мажино је био ветеран из Првог светског рата који је постао француски министар за ветеранске послове, а онда министар рата (1922—1924; 1929—1930; 1931—1932).
Линија је грађена у бројним фазама од 1930 од стране СТГ-а (Section Technique du Génie) а надгледао је ЦОРФ (Commission d'Organisation des Régions Fortifiées). Главни редови су углавном завршени до 1935. и коштали су око 3 милијарде франака.
Мажино и Жофр су, овај предлог изгурали на основу личног искуства на Западном фронту кад је североисток земље разорен ратом. Пошто су Немци заузели француске руднике угља и гвожђа приликом повлачења су их уништили што је додатно уназадило француску економију.

## Особине
Одбрана се састојала од повезаних комплекса бункера за хиљаде људи, било је 108 главних утврђења (ouvrages) на сваких 15 километара, мања утврђења и прозори између, са преко 100 километара тунела.
Утврђења се нису простирала кроз Ардене ("непробојне“ и „непролазне") или дуж границе са Белгијом јер су две земље потписале савез 1920, по коме ће француска војска оперисати по Белгији ако би је немачка војска напала. Када је Белгија поништила споразум 1936. и прогласила неутралност, Мажино линија је брзо проширена дуж француско-белгијске границе, али није била подједнако квалитетна као остатак линије. Био је још један налет изградње током 1939—1940. уз општа унапређења широм линије. Коначна линија је била најјача око индустријских региона Меца, Лорене и Алзаса, док су остале зоне у поређењу са овима биле слабо чуване.

## Немачка инвазија
Током немачке инвазије у Другом светском рату, план из 1940. (Sichelschnitt) је припремљен да би се побринуо за линију. Мамац је послат на линију, док је Друга армијска група пресекла кроз Белгију и Холандију, као и кроз Ардене, који су лежали северно од главних француских одбрана. Стога су Немци били у стању да избегну директан напад на Мажино линију. Нападајући од 10. маја, немачке снаге су дубоко зашле у Француску кроз пет дана и наставиле су са напредовањем до 24. маја, када су стале близу Денкерка. До раног јуна, немачке снаге су одсекле линију од остатка Француске, и француска влада се спремала за примирје које је потписано 22. јуна у Компјењу. Али линија је још била нетакнута и у њој је било доста команданата који су желели да се боре; и италијански напад је успешно одбијан. Ипак Максим Веган је потписао предају, и војска је пала у заробљеништво.

## Крај рата
Када су савезничке снаге извршиле инвазију у јуну 1944, Мажино линија је поново у великој мери заобиђена, а борбе су вођене само на деловима утврђења близу Меца и у северном Алзасу пред крај 1944.

## Линија после Другог светског рата
Французи су после рата поново запосели линију и извршили неке измене на њој. Ипак, када се Француска повукла из НАТО-а (1966) већи део линије је напуштен. С растом француске нуклеарне силе, до 1969, влада је у великој мери дигла руке од линије, делови су отворени за јавност, а остатак је остављен зубу времена.
Израз „Мажино линија“ се користи као метафора за нешта шта у шта се неко са поуздањем ослања, иако је неефикасно. У ствари, ова линија је учинила управо оно за шта је била сачињена, запечатила је део Француске, и приморала агресора да је обиђе (неколико утврђења Мажино линије које су немачке оклопне јединице директно напале су се добро држале). Као што је у почетку замишљано, Мажино линија је била део ширег плана одбране, у којем би се нападачима супротставила француска армија, али је план у општем пропао, што је довело до неефикасности линије.